# Jamestown (Virgínia)

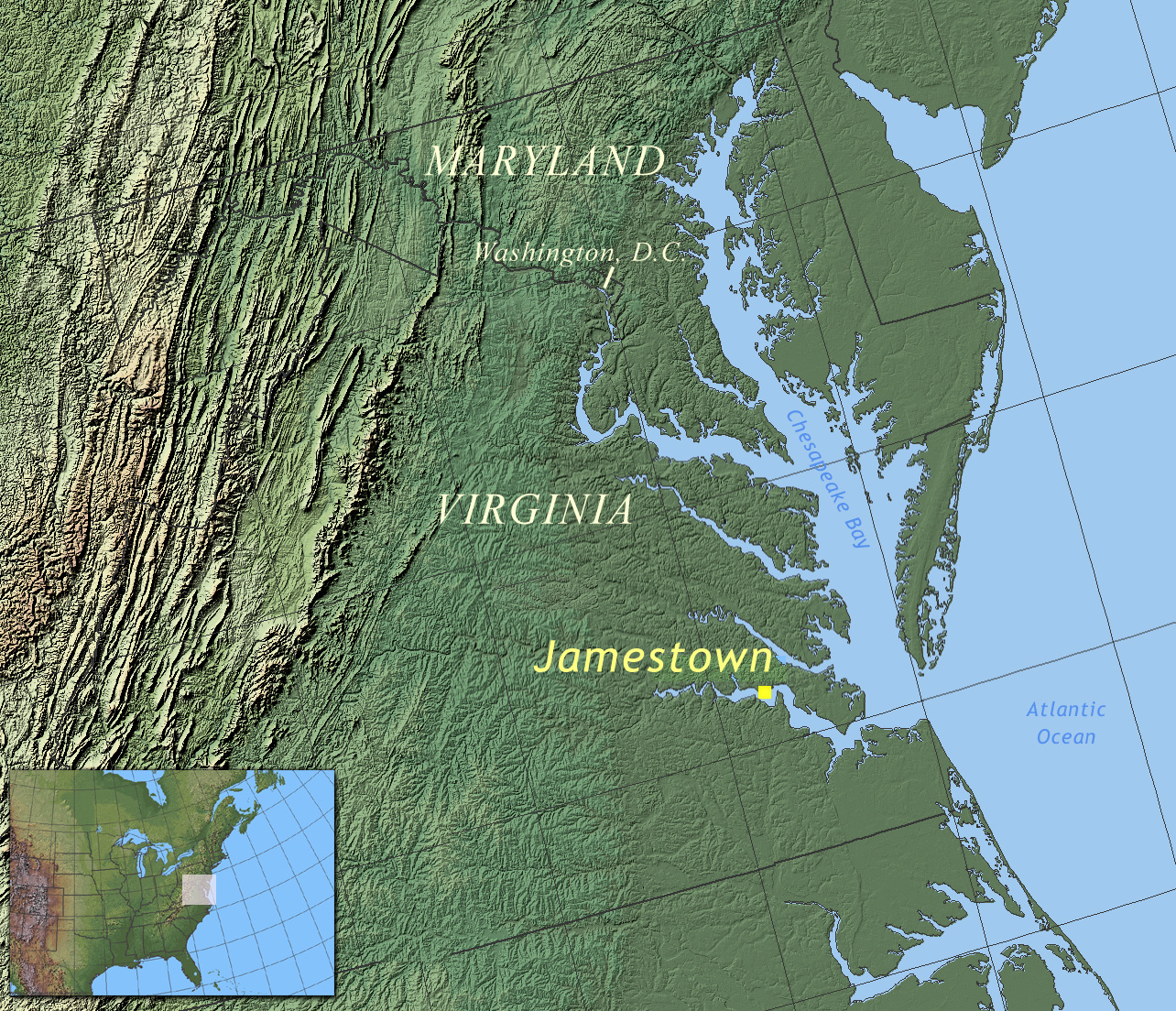
Localização de Jamestown.

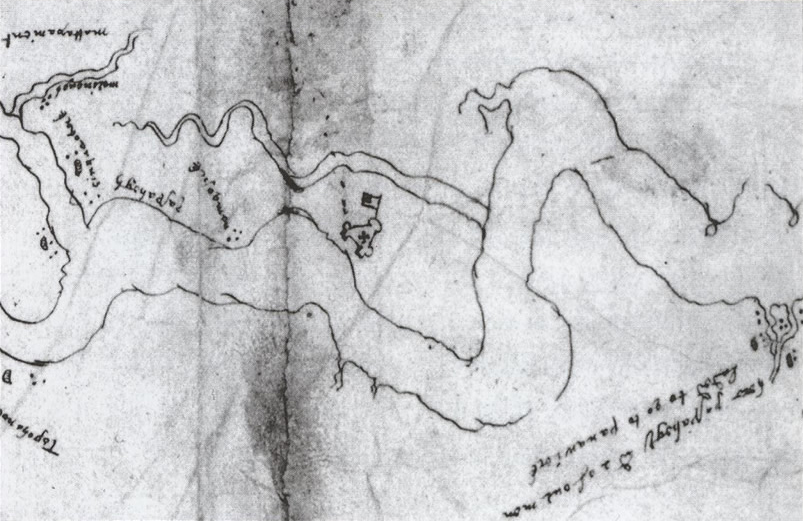
Rascunho do Forte de Jamestown em 1608.

Jamestown foi o primeiro assentamento britânico fundado em caráter permanente no continente americano em 14 de maio de 1607, no atual estado americano de Virgínia. Jamestown foi a capital da colônia durante 83 anos, de 1616 até 1699. Atualmente encontra-se em ruínas.

## História
Jamestown (originalmente chamado também de "James Towne" ou "Jamestowne") está localizada na margem do rio James, atualmente no Condado de James City, estado da Virgínia, a sudeste da atual capital Richmond.
A localização na ilha de Jamestown foi escolhida, principalmente, porque ofereceu uma posição estratégica favorável defensiva contra as outras forças europeias. Outra razão foi porque não era habitada pelos índios locais. No entanto, os colonos logo descobriram que o seguro e isolado lugar era atormentado por mosquitos, e que a água do rio era imprópria para beber, além de oferecer oportunidades limitadas para a caça e pouco espaço para a agricultura.
Apesar da liderança de John Smith, a fome, as relações hostis com os nativos e a falta de rentabilidade das exportações ameaçara a sobrevivência da Colônia nos primeiros anos. Jamestown não era autossuficiente, sendo muitos de seus moradores nobres e domésticos que não entendiam sobre agricultura. Isto forçava a vinda de navios com provisões ou a compra de milho dos índios powhatan. Nos nove primeiros meses, 66 dos 104 colonos morreram de fome. O assentamento apenas não desapareceu devido às constantes levas de imigrantes que se seguiram.
O colono John Rolfe introduziu uma linhagem de tabaco, que foi exportado com sucesso em 1612, e as perspectivas financeiras para a colônia logo se tornaram muito mais favoráveis quando colonos desenvolveram uma monocultura do tabaco. Dois anos depois, Rolfe casou-se com a jovem nativa Pocahontas, filha de Wahunsenacawh, chefe da Confederação Powhatan, seguindo um período de relativa paz entre os colonos e os nativos. Em 1616, o Rolfe fez uma viagem de relações públicas para a Inglaterra. Alterações feitas pela Companhia da Virgínia, que entrou em vigor em 1619, atraíram investimentos adicionais, aumentando o progresso da colônia.
Após a capital ser transferida, Jamestown teve uma perda gradual de destaque, tendo acabado por se reverter para um pequeno número de grandes fazendas. Foi novamente um ponto importante para o controle do rio James durante a Guerra Civil Americana (1861-1865), mas depois retornou ao esquecimento.
No século XVIII, Jamestown começou a desaparecer. Os moradores participaram na igreja de Jamestown até a década de 1750, quando foi abandonada. Durante a Guerra Revolucionária Americana, embora a batalha de Green Spring tenha sido travada nas proximidades do local, Jamestown não teve importância em seu desfecho.
O bicentenário de Jamestown, entre 13 e 15 de maio de 1807, foi uma festa, e era mais comumente chamada de Grande Jubileu Nacional. Mais de 3 mil pessoas participaram do evento, tendo muitos chegado em navios que posteriormente foram ancorados no rio perto da ilha. Um antigo celeiro da ilha foi usada como um teatro temporário e estiveram presentes muitas personalidades, políticos e historiadores. O dia 13 de maio foi a data de abertura do festival, que começou com uma procissão que marcharam para o cemitério da igreja velha, onde o bispo fez orações. A procissão, em seguida, seguiu para a mansão Travis, onde os celebrantes jantaram e dançaram na mansão naquela noite. A celebração do Bicentenário foi no dia 14 de maio, com um jantar e brinde no Raleigh Tavern em Williamsburg.
Em 1857, a sociedade de Jamestown organizou uma festa que marcava os 250 anos aniversário da fundação de Jamestown. O local para a celebração foi em 10 hectares (40 mil m²), onde algumas das casas dos colonos foram originalmente construídas.
O público na celebração foi estimado entre 6 e 8 mil pessoas. Dezesseis grandes navios a vapor foram ancorados ao largo do rio James e decorados com bandeiras. O presidente americano John Tyler, nas proximidades de Sherwood Forest Plantation, discursou durante meia hora, tendo após ocorrido um grande baile e fogos de artifício.
Cientistas disseram ter identificado os corpos de quatro dentre os principais líderes do assentamento de Jamestown, quais sejam: Gabriel Archer, Fernando Wainman, Willam West e Robert Hunt. Os corpos foram exumados em novembro de 2013, na igreja em que John Rolfe e Pocahontas casaram-se.